# Georg af Klercker
Georg af Klercker (15 de diciembre de 1877 - 13 de noviembre de 1951) fue un actor, director y guionista cinematográfico de nacionalidad sueca, activo en la época del cine mudo, uno de los pioneros del cine de su país junto a Victor Sjöström y Mauritz Stiller. 

## Biografi

### Inicios
Su nombre completo era Ernst Georg af Klercker, y nació en Kristianstad, Suecia, siendo sus padres el mayor Ernst Fredrik af Klecker y su esposa, Charlotta Wilhelmina Bennet. Era hermano de Kjell-Otto af Klercker y Fredrik af Klercker. 
Klercker finalizó sus estudios de secundaria en Lund en 1897. Se incorporó al regimiento Svea livgarde en 1900, siendo teniente en 1903 y capitán en 1943
A pesar de su formación militar, estaba más interesado en el teatro. Renunció a la milicia en 1907, en parte por mantener una relación sentimental de la cual fue fruto un hijo, Erik, nacido en 1905. El escándalo que supuso su vida privada le dio la oportunidad de estudiar teatro y dedicarse a la actuación. 

### Teatro y cine
Trabajó en la compañía teatral de Hjalmar Selander, en la que debutó como Ramsay en la obra Fänrik Ståls sägner. Durante unos años dirigió una compañía de giras teatrales propia, en la cual colaboraba su esposa Selma. Tras un corto período en el teatro Dramaten, en 1911 fue contratado por SF Studios como gerente en Lidingö. A los pocos meses se le permitió dirigir su primera película, Två bröder, que fue prohibida por la censura sueca, aunque se pudo exhibir en el extranjero. La siguiente cinta fue Dödsritten under cirkuskupolen, una cinta de gran calidad con excelentes actuaciones de Carl Barcklind y Selma Wiklund af Klercker. El propio director tuvo un papel en la película, que fue un éxito y se exhibió en muchos países, entre ellos Estados Unidos. En 1913 trabajó con el film För fäderneslandet, una producción de Svenska Bio en colaboración con Pathé. Klercker viajó a Copenhague, Dinamarca, para rodar la película, no regresando a Lidingö.
En la primavera de 1915 Klercker trabajó como director de producción y director para la compañía Hasselblads Fotografiska Aktiebolag, en Gotemburgo. Durante los dos años que permaneció en dicha empresa rodó un total de veinticinco películas, muchas de ellas melodramas y comedias rodadas mediante unas imágenes e iluminación avanzadas para la época. 
Después volvió al teatro, actuando en Estocolmo y haciendo una gira con su esposa Selma por Finlandia. Cuando su hijo se fue a América y su esposa falleció en 1923, él volvió a Malmö y continuó trabajando como actor, dedicándose también a actividades comerciales.

### Otras actividades
Durante la Segunda Guerra Mundial, Klercker fue llamado al servicio como oficial en la reserva, regresando durante unos años a su antigua profesión.
Klercker se casó tres veces, la primera en 1905 con Tyra Zelina Sundqvist, con la que permaneció unido hasta 1909. En 1911 se casó con la actriz Selma Wiklund af Klercker, y el 22 de octubre de 1930 contrajo matrimonio con su tercera esposa, Vera Boman (1904-1993).
Georg af Klercker falleció en Malmö, Suecia, en 1951, siendo enterrado en el Cementerio Gamla kyrkogården de esa ciudad.

## Filmografía (selección)

### Actor
- 1912 : I livets vår
- 1912 : Musikens makt
- 1912 : Dödsritten under cirkuskupolen
- 1913 : När kärleken dödar
- 1913 : Skandalen
- 1913 : Med vapen i hand
- 1914 : För fäderneslandet
- 1916 : Högsta vinsten
- 1916 : I minnenas band
- 1917 : För hem och härd
- 1922 : Vem dömer
- 1925 : Tre Lejon
- 1925 : Bröderna Östermans huskors
- 1931 : Hotell Paradisets hemlighet
- 1936 : Söder om landsvägen
- 1938 : Svensson ordnar allt!

### Director
- 1912 : Dödsritten under cirkuskupolen
- 1912 : Jupiter på jorden
- 1912 : Musikens makt
- 1912 : Två bröder
- 1913 : Ringvall på äventyr
- 1913 : Skandalen
- 1913 : Med vapen i hand
- 1914 : För fäderneslandet
- 1915 : I kronans kläder
- 1915 : Rosen på Tistelön
- 1916 : Vägen utför
- 1916 : Kärleken segrar
- 1916 : Mysteriet natten till den 25:e
- 1916 : Ur en foxterriers dagbok
- 1916 : Trägen vinner eller Calle som skådespelare
- 1916 : Svärmor på vift eller Förbjudna vägar
- 1916 : Calle som miljonär
- 1916 : Calles nya kläder
- 1916 : Bengts nya kärlek eller Var är barnet?
- 1916 : Aktiebolaget Hälsans gåva
- 1916 : Ministerpresidenten
- 1916 : Fången på Karlstens fästning
- 1916 : Nattens barn
- 1916 : Högsta vinsten
- 1916 : I minnenas band
- 1916 : De pigorna, de pigorna!
- 1917 : Löjtnant Galenpanna
- 1917 : Revelj
- 1917 : Brottmålsdomaren
- 1917 : För hem och härd
- 1917 : Förstadsprästen
- 1917 : Mellan liv och död
- 1917 : Ett konstnärsöde
- 1917 : I mörkrets bojor
- 1918 : Fyrvaktarens dotter
- 1918 : Nattliga toner
- 1918 : Nobelpristagaren
- 1926 : Flickorna på Solvik

### Guionista
- 1912 : Musikens makt
- 1912 : Jupiter på jorden
- 1913 : Med vapen i hand
- 1913 : Skandalen
- 1913 : Ringvall på äventyr
- 1914 : För fäderneslandet
- 1915 : Rosen på Tistelön
- 1916 : Vägen utför
- 1916 : Trägen vinner eller Calle som skådespelare
- 1916 : Kärleken segrar
- 1916 : Svärmor på vift eller Förbjudna vägar
- 1916 : Calle som miljonär
- 1916 : Calles nya kläder
- 1916 : Ministerpresidenten
- 1916 : Fången på Karlstens fästning
- 1916 : Nattens barn
- 1917 : För hem och härd
- 1917 : Mellan liv och död
- 1917 : I mörkrets bojor
- 1918 : Nattliga toner